# بیمه

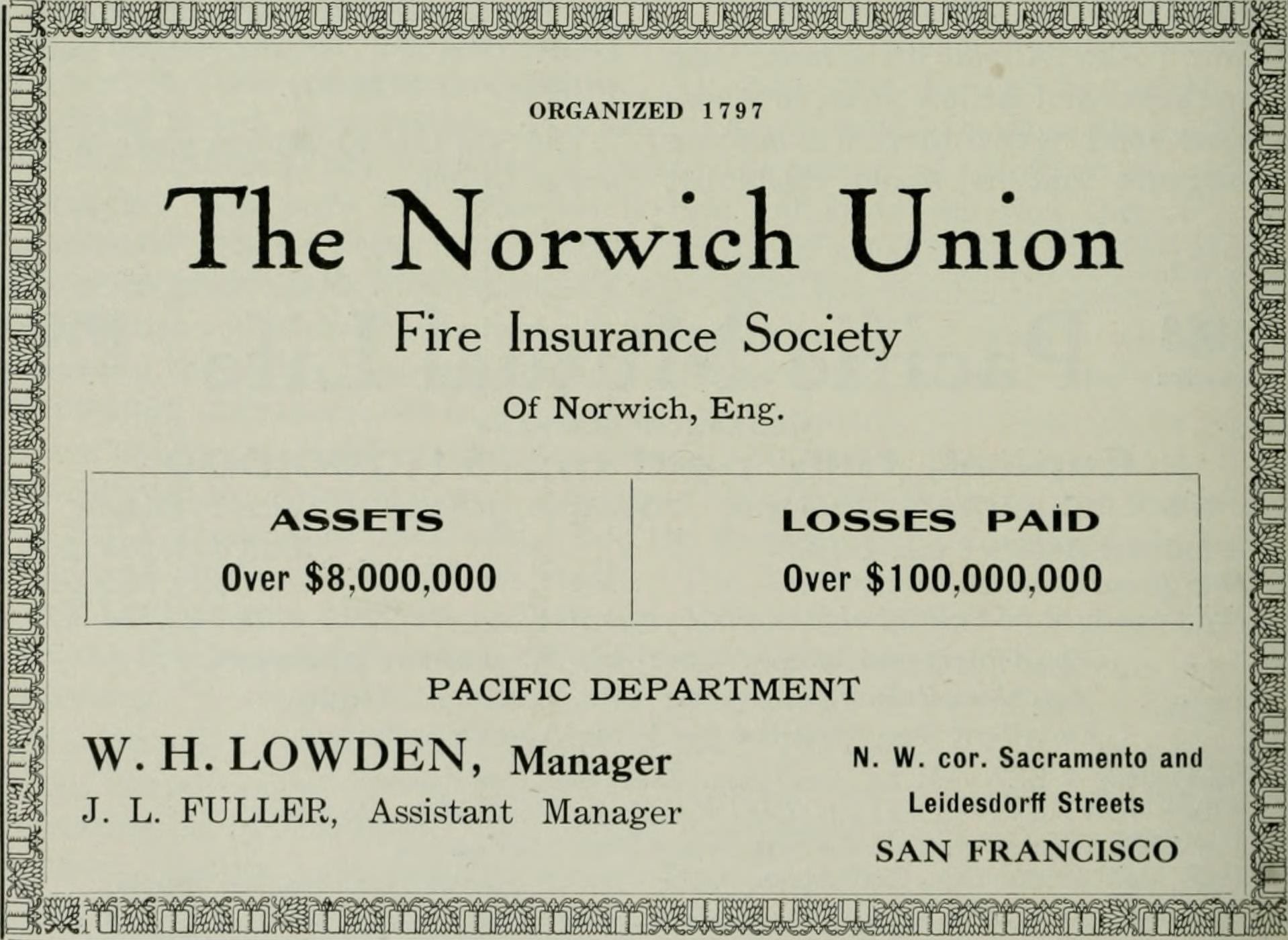
آگهی یک شرکت بیمه آتش سوزی نورویچ یونیون، نشان دهنده میزان دارایی در پوشش و بیمه پرداخت شده (1910)

بیمه (به انگلیسی: Insurance) سازوکاری است که طی آن بیمه‌گر، بنا بر ملاحظاتی تعهد می‌دهد که خسارت احتمالی بیمه‌گذار را به شرط وقوع یک حادثه در یک دوره زمانی مشخص، جبران یا خدمات مشخصی را به وی ارائه کند؛ بنابراین، بیمه یک روش مقابله با ریسک است.
طی هر قرارداد بیمه، ریسک مشخصی از یک طرف قرارداد (که بیمه گذار نام دارد) به طرف دیگر (که بیمه گر نامیده می‌شود) منتقل می‌شود. بنا به تعریف، بیمه‌گر شخص حقوقی است که در مقابل دریافت حق بیمه از بیمه‌گذار، جبران خسارت یا پرداخت مبلغ مشخصی را در صورت وقوع حادثه تعهد می‌کند. در مقابل، بیمه‌گذار شخص حقیقی یا حقوقی است که با پرداخت حق بیمه، جان، مال یا مسئولیت خود یا شخص ثالث را تحت پوشش بیمه قرار می‌دهد.
به موجب قانون بیمه ایران، بیمه عبارت است از قراردادی که به موجب آن یک طرف (بیمه‌گر) تعهد می‌کند در ازای پرداخت وجه یا وجوهی از طرف دیگر (بیمه‌گذار) در صورت وقوع یا بروز حادثه خسارت وارده بر او را جبران نموده یا وجه معینی را بپردازد. متعهد را بیمه‌گر، طرف تعهد را بیمه‌گذار و وجهی را که بیمه‌گذار به بیمه‌گر می‌پردازد حق بیمه و آنچه را که بیمه می‌شود موضوع بیمه می‌نامند.

## ۵ شرکت برتر بیمه ای در ایران
بر اساس صورت‌های مالی 1402:
- بیمه آسیا
- بیمه دانا
- بیمه البرز
- بیمه پاسارگاد
- بیمه ملت

## تاریخچه

### ریشه‌های تاریخی پیدایش
به‌طور حتم، اولین دستاوردهای انسان در صنعت بیمه، توسط دریانوردان و بازرگانان دریایی به دست آمده است. یکی از اولین صورت‌های پیدایش بیمه را می‌توان به بازرگانان ژاپنی نسبت داد. آن‌ها دریافته بودند که احتمال غرق یا مورد دستبرد واقع شدن همه قایق‌ها و کشتی‌هایی که در یک روز در یک بندر تردد می‌کنند، بسیار کم است؛ بنابراین برای جلوگیری از خطر نابودی همه سرمایه، بار و کالایشان را در چند کشتی و قایق مختلف بارگیری می‌کردند.
بازرگانان فنیقی و بابلی، ضورت پیشرفته‌تری از بیمه را آموخته بودند؛ آن‌ها برای تأمین هزینه کالا و کشتی، وام دریافت می‌کردند. بهره وام دریافتی این بازرگانان بیشتر از حد معمول بود و در صورتی که کشتی بازرگان در دریا دچار طوفان یا دستبرد دزدان دریایی واقع می‌شد، وام دریافتی بازرگان بخشیده می‌شد و به عبارت دیگر ریسک بروز حوادث غیرمترقبه برای کشتی را وام‌دهنده تقبل می‌کرد. اختلاف بهره وام پرداختی به سفرهای دریایی و وام‌های معمولی در آن دوران را می‌توان یکی از صورت‌های اولیه حق بیمه در تمدن‌های باستان تلقی نمود.
این سازوکار بعدها به یونان و در قرون وسطی به ایتالیا رفت و به روشی مرسوم برای مبادلات دریایی در بندرهای مختلف ایتالیا مانند ونیز، لمباردی و جنوآ مبدل شد. قدیمی‌ترین گزارش مکتوبی که از قراردادهای بیمه دریایی وجود دارد نیز مربوط به یک کشتی ایتالیایی است که در سال ۱۳۴۷ میلادی در جنوآ به ثبت رسیده است.

### ظهور بیمه در شکل امروزی
در ابتدای سده هفدهم میلادی، بازرگانان و کشتی‌داران انگلیسی پیمانی را پایه‌گذاری کردند که می‌توان آن را اولین شکل از بیمه امروزی دانست. آن‌ها در کافه‌ای در لندن به نام لویدز گرد هم آمدند و با یکدیگر قرارداد کردند تا در سود و زیان سفرهای دریایی با یکدیگر سهیم باشند. در حقیقت آن‌ها شرکت بیمه لویدز را پایه‌گذاری نمودند که امروزه نیز به عنوان یکی از بزرگ‌ترین شرکت‌های فعال در صنعت بیمه شناخته می‌شود.
در سال ۱۶۶۶ میلادی پس از آتش‌سوزی بزرگ لندن، مسئولان و سرمایه‌داران شهر لندن در کافه لویدز لندن گرد هم جمع شدند تا علت وقوع چنین حادثه‌ای را ریشه‌یابی کنند و مانع از تکرار آن در آینده شوند. یکی از راه‌هایی که مورد تصویب آن‌ها قرار گرفت، تقسیم کردن خسارت‌های سنگین بین تعداد زیادی از مردم بود. بدین ترتیب، بیمه آتش‌سوزی بعد از بیمه حمل و نقل دریایی به عنوان دومین رشته بیمه در جهان مدرن متولد شد.
نخستین رشته بیمه که وارد ایالات متحده آمریکا شد، بیمه آتش‌سوزی بود. شهرهای کوچک در این کشور خانه‌هایی از جنس چوب داشتند و تجهیزات اطفای حریق در این شهرها به اندازه کافی وجود نداشت. نخستین شرکت بیمه در آمریکا، یک انجمن تعاونی بود که در سال ۱۷۳۲ میلادی در شهر چارلستون در ایالت فلوریدای شرقی تأسیس شد. اما این شرکت شش سال بعد، در سال ۱۷۴۱ به دلیل بروز آتش‌سوزی بزرگ در چارلستون، ورشکسته شد. در سال ۱۷۵۲ نیز شرکت بیمه دیگری با نام P.C.I.H.L.F با اقتباس از شرکت‌های بیمه آسیایی توسط بنجامین فرانکلین تأسیس شد که این شرکت نیز به دلیل فعالیت شرکت‌های رقیبی که پس از آن در آمریکا شروع به کار کردند، در سال ۱۷۷۰ به فعالیت خود خاتمه داد.

### بیمه در ایران
فعالیت بیمه‌ای در ایران از سال ۱۳۱۴ شروع شد. در این سال دو مؤسسه روسی با نام‌های نادژدا و قفقازمرکوری شروع به کار نمودند. پس از شروع به کار این دو مؤسسه، تا سال ۱۳۱۴ خورشیدی، در حدود ۱۳ شرکت خارجی در بازار بیمه کشور فعالیت خود را شروع نمودند که از آن جمله می‌توان به شرکت‌های آلیانس انگلیس، یورکشایر انگلیس و اینگستراخ روسیه اشاره نمود.

لوگوی شرکت بیمه ایران، اولین شرکت ایرانی بیمه

ایده تشکیل یک شرکت بیمه ایرانی در سال ۱۳۱۰ توسط فردی ایرانی به نام دکتر الکساندر آقایان (که سابقه فعالیت در شرکت بیمه روسی نادژدا را داشت) به علی اکبر داور، وزیر مالیه وقت مطرح شد و در ۱۵ آبان سال ۱۳۱۴، شرکت سهامی بیمه ایران با سرمایه دو میلیون تومان به عنوان اولین شرکت ایرانی بیمه تأسیس شد. داور در این روز، پس از سخنرانی کوتاهی که در افتتاحیه این شرکت داشت، منزل مسکونی خود را تحت پوشش بیمه آتش‌سوزی درآورد و اولین بیمه‌نامه صادره ایرانی، در همین روز به نام وی ثبت شد.
شرکت بیمه ایران در بدو تأسیس با مشکلات متعددی روبرو بود که از آن جمله می‌توان به نداشتن قرارداد اتکایی برای بسیاری از رشته‌های بیمه اشاره نمود. به همین دلیل، این شرکت در بدو فعالیت خود تنها به فروش بیمه‌نامه‌های آتش‌سوزی و حمل و نقل می‌پرداخت. این شرکت توانست به‌تدریج سایر محصولات بیمه را نیز به سبد خود اضافه نماید. علاوه بر رشته‌های مختلف بیمه‌های بازرگانی این شرکت توانست انواع بیمه‌های اجتماعی از قبیل بیمه کارگران را نیز در ایران پایه‌گذاری نماید.
نخستین قانون بیمه در ایران، در سال ۱۳۱۶ (یعنی دو سال پس از تأسیس اولین شرکت بیمه) به تصویب مجلس شورای ملی رسید. این قانون در ۳۶ ماده تهیه شده است و در حال حاضر نیز معتبر است.

لوگوی شرکت بیمه کوثر

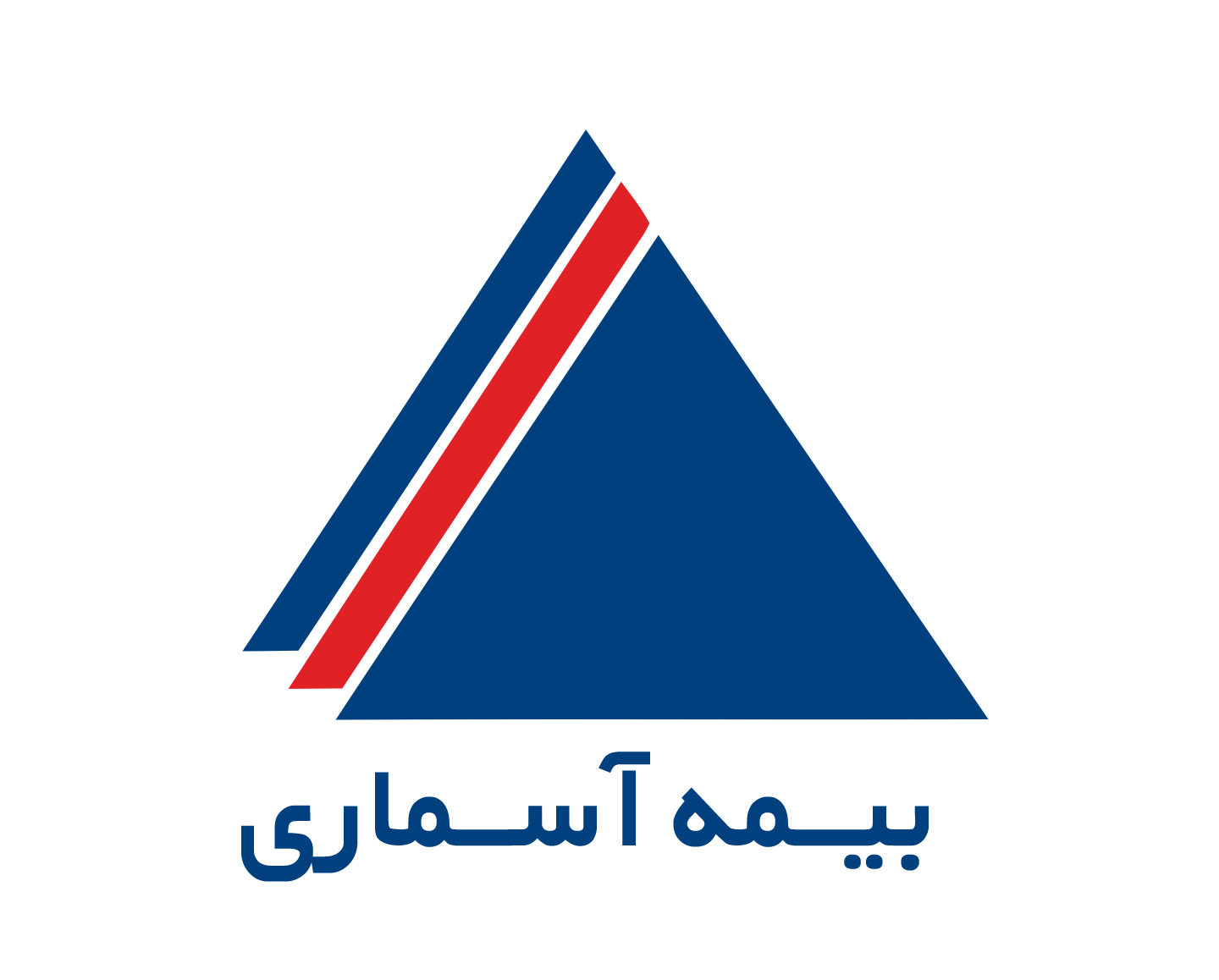
لوگوی شرکت بیمه آسماری

پس از جنگ جهانی دوم، بسیاری از شرکت‌های بیمه خارجی، شعب و نمایندگی‌های خود را در ایران تعطیل کردند؛ چراکه بر اساس یک مصوبه قانونی، برای ادامه فعالیت در ایران می‌بایست ودیعه نقدی خود را تا پانصد هزار دلار افزایش می‌دادند؛ بنابراین به‌استثنای چند شرکت معدود، مابقی شرکت‌های خارجی تصمیم به ترک ایران گرفتند و به این ترتیب، از سال ۱۳۲۹، به‌تدریج، زمینه برای تأسیس شرکت‌های بیمه خصوصی ایرانی نیز فراهم شد.

لوگوی بیمه مرکزی ایران

با افزایش درآمدهای ارزی کشور در اواخر دهه ۱۳۴۰، بار دیگر تمایل شرکت‌های خارجی برای حضور در کشور افزایش پیدا کرد، در حالی که احتمال می‌رفت شرکت‌های نوپای داخلی آسیب‌پذیری زیادی داشته باشند؛ بنابراین، در سال ۱۳۵۰ بیمه مرکزی ایران به عنوان مقام ناظر دولتی در صنعت بیمه کشور، تأسیس شد و به موجب قانون تأسیس بیمه مرکزی، وظیفه تنظیم و هدایت بازار بیمه کشور را بر عهده گرفت.
تا قبل از انقلاب اسلامی ایران در سال ۱۳۵۷، یک شرکت دولتی، دوازده شرکت خصوصی و دو مؤسسه بیمه خارجی در کشور فعالیت می‌کردند. در ۴ تیر سال ۱۳۵۸، بنا به مصوبه شورای انقلاب، دوازده شرکت خصوصی مذکور، ملی اعلام شدند و اداره این شرکت‌ها به دولت واگذار شد. همچنین پروانه فعالیت دو شرکت خارجی نیز لغو شد. به موجب قانون اساسی جمهوری اسلامی ایران که در آبان ۱۳۵۸ به تصویب رسید، صنعت بیمه در جوار شماری از صنایع بزرگ دیگر، به‌صورت مالکیت عمومی در اختیار دولت قرار گرفت.

## انواع بیمه
در یک تقسیم‌بندی کلی، بیمه به دو دسته بیمه‌های اجتماعی و بیمه‌های بازرگانی تقسیم‌بندی می‌شود. بیمه‌های اجتماعی، عمدتاً بیمه‌های اجباری و ناشی از قانون هستند و مشخصه آن‌ها این است که شخص دیگری (مانند کارفرما) در پرداخت بخش زیادی از حق بیمه مشارکت دارد. در بیمه‌های اجتماعی، حق بیمه به‌صورت درصدی از دستمزد تعیین می‌شود؛ در حالی که در بیمه‌های بازرگانی حق بیمه متناسب با ریسک تعیین می‌شود. در ایران، سازمان تأمین اجتماعی مهم‌ترین مرجع بیمه‌های اجتماعی است.
در مورد بیمه‌های بازرگانی، تقسیم‌بندی‌های مختلفی وجود دارد. برخی از روش‌های تقسیم‌بندی انواع بیمه از این قرار است:
- بیمه‌های دریایی در مقابل بیمه‌های غیردریایی
- بیمه‌های اموال در مقابل بیمه‌های اشخاص
- بیمه‌های زندگی در مقابل بیمه‌های غیر زندگی

صرف‌نظر از تقسیم‌بندی کلی، رشته‌های مختلف بیمه کمابیش با تعاریف مشابهی توسط شرکت‌های بیمه در کشورهای مختلف مورد استفاده قرار می‌گیرد؛ بنابراین می‌توان انواع بیمه‌های بازرگانی را بر اساس رشته تقسیم‌بندی نمود.

### بیمه آتش‌سوزی
بیمه آتش‌سوزی، رشته‌ای از بیمه است که بیمه‌گر طی آن در قبال دریافت حق بیمه، جبران خسارت‌های وارد شده بر ساختمان‌ها و دارایی‌های بیمه‌گذار در اثر آتش‌سوزی، انفجار و صاعقه را تعهد می‌نماید. همچنین بیمه آتش‌سوزی پوشش‌های تبعی همچون سیل زلزله، طوفان سرقت را نیز تحت پوشش قرار می‌دهد

### بیمه حمل و نقل
بیمه حمل و نقل کالا، بیمه‌ای است که به‌موجب آن، بیمه‌گر متعهد می‌شود چنانچه کالا در هنگام جابجایی از بین برود یا دچار خسارتی شود، زیان وارده را جبران نماید.

### بیمه مسافرتی - بیمه سفر
بیمه مسافرتی یا همان بیمه سفر خارج از کشور، بیمه‌ای است که به‌موجب آن، بیمه‌گر متعهد می‌شود چنانچه مسافر در مدت بیمه نامه در کشور مقصد خود دچار حادثه، مفقودی بار یا گذرنامه و … حتی فوت شد تا سقف مبلغ بیمه نامه به عنوان کمک‌رسان به بیمه شده یاری رساند. امروزه بیمه مسافرتی یکی از الزامات گرفتن ویزا برای خیلی از کشورها بالاخص شینگن می‌باشد.

### بیمه عمر
بیمه عمر، نوعی از بیمه است که بر اساس آن بیمه‌گذار طی مدت معینی حق بیمه پرداخت می‌کند و در عوض، بیمه‌گر متعهد می‌شود که در صورت فوت بیمه‌شده، ابتلا به بیماری‌های خاص یا زنده ماندن، مبلغ معینی را به صورت یکجا یا به صورت مستمری، به بیمه‌گذار، بیمه‌شده یا فرد تعیین شده از سوی وی پرداخت نماید.

#### بیمه عمر زمانی
بیمهٔ عمر زمانی، عموماً در کنار بیمه تکمیلی درمان گروهی برای شرکت‌ها و موسسات صادر می‌شود، به منظور برخورداری بیمه گزاران از پوشش خسارت فوت در زمان معین اشتغال در شرکت یا مؤسسه مذکور مورد استفاده قرار می‌گیرد.

#### بیمه عمر و تشکیل سرمایه (بیمه عمر و پس‌انداز)
با بیمه عمر و تشکیل سرمایه بیمه شده با پرداخت حق بیمه پس از مدت مشخصی از خدمات موجود در بیمه نامه بهره‌مند می‌شود.

#### بیمه عمر مانده بدهکار یا بیمه وام
گیرنده وام با پرداخت حق بیمه، وام خود را مقابل حوادثی که موجب عدم پرداخت اقساط وام بیمه می‌شود را بیمه می‌نماید.

#### بیمه بازنشستگی تکمیلی
بیمه بازنشستگی تکمیلی یا بیمه بازنشستگی و سنوات، اولین بیمه تکمیلی بازنشستگی ست که علاوه بر ارائه پوشش‌های بیمه‌ای، یک سرمایه‌گذاری مطمئن برای کارمندان و کارفرمایان می‌باشد.

### بیمه حوادث
بیمه حوادث، به مجموعه گسترده‌ای از بیمه‌نامه‌های فردی یا گروهی گفته می‌شود که طی آن افراد بیمه شده در مقابل بروز حوادث مختلفی از جمله تصادف، سقوط و غیره بیمه می‌شوند. منظور از حادثه، مجموعه ای از اتفاقات غیرعمدی و غیرقابل پیش‌بینی‌است که موجب ضرر یا زیانی شود. خسارت پرداختی از سوی بیمه‌گر به بیمه شده ممکن است به صورت پوشش فوت، غرامت نقص عضو، هزینه‌های پزشکی و مواردی از این دست باشد.

### بیمه بدنه اتومبیل
در قرارداد بیمه بدنه اتومبیل، بیمه‌گر متعهد می‌شود خسارتهایی را که بر اثر واژگونی، آتش‌سوزی، صاعقه، انفجار، تصادف و سرقت یا دزدی به وسیله نقلیه موتوری وارد می‌شود، جبران نماید.
پوشش‌های اصلی بیمه بدنه شامل: برخورد دو وسیله نقلیه، برخورد اشیا به اتومبیل، واژگون شدن و سقوط اتومبیل، حریق (آتش‌سوزی، صاعقه و انفجار)، سرقت کلی خودرو، خسارت باتری و لاستیک، خسارت در جریان نجات یا انتقال خودرو آسیب دیده.
پوشش‌های تکمیلی و اختیاری: شکست شیشه، سرقت در جا، هزینه ایاب و ذهاب ناشی از حادثه، نوسان قیمت بازار، حوادث طبیعی (سیل، زلزله، طوفان)، مواد شیمیایی (رنگ و اسید و …)، حوادث راننده

### بیمه شخص ثالث
نام دقیق این نوع از بیمه، بیمه مسوولیت مدنی دارندگان وسایل نقلیه موتوری در مقابل اشخاص ثالث است و خسارتهای مرتبط با اشخاص ثالث را پوشش می‌دهد. منظور از شخص ثالث، فردی است که در اثر وقوع حوادث مرتبط با وسایل نقلیه موتوری (مانند خودرو یا موتورسیکلت) آسیب می‌بیند؛ به جز راننده مسبب حادثه اعم از این که در داخل یا خارج از وسیله نقلیه باشند.

### بیمه درمان
موضوع بیمه درمان، تأمین و جبران هزینه‌های درمان، اعم از درمان سرپایی یا بستری است. علت هزینه ممکن است بروز بیماری یا حادثه باشد. یکی از پوشش‌های متداول بیمه درمان، بیمه تکمیلی درمان است که هزینه‌ای مازاد بر تعرفه‌های بیمه‌های اجتماعی (مانند خدمات درمانی یا تامین اجتماعی) را پوشش می‌دهد.
اخیراً با توجه به شیوع بیماری کرونا برخی از شرکت‌های بیمه، از جمله شرکت‌های ایرانی به ارائه بیمه درمانی و فوت ناشی از کرونا اقدام کرده‌اند.

### بیمه کشتی
بیمه کشتی یا بیمه دریایی، نوعی از پوشش بیمه است که خطرهای مرتبط با حمل و نقل دریایی را پوشش می‌دهد. این خطرات شامل بدنه کشتی، محموله، مسوولیت و ناحیه درون دریا است. این نوع بیمه سهم اندکی از بازار را دارا می‌باشد و تنها در حدود دو درصد از بیمه‌های غیرعمر در دنیا به این نوع بیمه‌نامه اختصاص دارد.

### بیمه هواپیما
بیمه هواپیما یک نوع بیمه است که بیمه‌گر متعهد می‌شود در قبال دریافت حق بیمه بعضی از خسارت‌های سانحه‌های هوایی از جمله سقوط هواپیما را پرداخت کند. بیمه هواپیما معمولاً دارای چند بخش بدنه و مسولیت می‌باشد. مهم‌ترین مسولیت‌های تحت پوشش مسافر و شخص ثالث است.

### بیمه مهندسی
بیمه مهندسی یکی از انواع بیمه‌های معمول امروزی است که انواع مختلفی دارد:
1. بیمه مهندسی تمام‌خطر پیمانکاران
2. بیمه مهندسی تمام‌خطر نصب
3. بیمه مهندسی تجهیزات الکترونیک
4. بیمه ماشین‌آلات پیمانکاری
5. بیمه عیوب اساسی و پنهان

در هر کدام از انواع بیمه‌های مهندسی تمام خطرات، به استثنای خطراتی که صراحتاً استثنا شده، تحت پوشش بیمه‌نامه است. در بیمه‌نامه‌های مهندسی پوشش‌ها و استثنائات به‌وسیله کلوزهای اضافی یا کلوزهای محدودکننده به بیمه نامه الحاق می‌شود. کلوزهای اضافی باعث افزایش و کلوزهای استثنا کننده باعث کاهش حق بیمه می‌شود. در بیمه‌های مهندسی تمام‌خطر پیمانکاران ارزش مصالح موجود پای کار از مصالح اجرا شده بیشتر می‌باشد؛ مثلاً در ساخت سد، به مقدار زیادی شن و ماسه و سیمان نیاز است که درصورتی‌که با هم مخلوط نشوند، ارزش ریالی بیشتری نسبت به وقتی بتن حاصل از مخلوط آن‌ها دارند. برعکس، در بیمه‌نامه مهندسی تمام خطر نسب ارزش مصالح از ارزش ترکیبی آن‌ها کمتر است؛ مثلاً در ساخت یک توربین بادی وقتی قطعات به‌صورت تفکیکی خریداری می‌شود، باید هزینه مونتاژ را هم متحمل شد.

### بیمه پول
پول یکی از دارایی‌های پرریسک است. اسکناس، سکه، چک بانکی، ارزدیجیتال و تمبرهای مالیاتی وجوهی از پول هستند که می‌توان آن‌ها را تحت پوشش این نوع از بیمه‌نامه درآورد. با استفاده از این بیمه‌نامه، بیمه‌گر خسارتهای وارده به مالک پول را در اثر بروز خطراتی مانند انفجار، آتش‌سوزی، صاعقه، سرقت و غیره جبران می‌نماید. به‌طور کلی، دو نوع پوشش بیمه‌ای پول وجود دارد که عبارتند از: بیمه پول در گردش و بیمه پول در صندوق.

### بیمه مسوولیت
بیمه مسوولیت مدنی (به انگلیسی: Liability Insurance) دارای تنوع بسیار زیادی است و به تناسب کسب و کارها و فعالیت‌های متنوعی که در جامعه وجود دارد، رشته‌ها و زیررشته‌های مختلفی از این نوع بیمه نیز ایجاد شده است. مهم‌ترین تضمین بیمه‌گر در این نوع از بیمه، جبران خسارت‌های مالی و جانی در حوزه مسوولیت‌های مدنی بیمه‌گذار می‌باشد.

### بیمه اعتباری
بیمه اعتباری، در خصوص دیون و دریافت وام و لیزینگ موضوعی به عنوان پشتیبان قرار می‌گیرد، این بیمه نامه ریسک عدم بازپرداخت مطالبات بیمه‌گذار از وام گیرندگان یا خریداران کالاهایی که به صورت اقساطی به فروش می‌روند را تحت پوشش قرار می‌دهد. اما یک مشکل خاص وجود دارد و آن مشکل اینست که خیلی از شرکت‌های بیمه گر صدور این بیمه را در دستور کار خود ندارند.

## اصول بیمه
با توجه به خاص بودن قراردادهای بیمه، هر یک از طرفین قرارداد، اعم از بیمه‌گر و بیمه‌گذار ملزم به ایفای تعهداتی هستند که از آن‌ها با نام اصول حاکم بر قراردادهای بیمه یاد می‌شود.
با توجه به تفاوت‌هایی که در رشته‌های مختلف بیمه وجود دارد، قراردادهای مختلف بیمه، از اصول و ضابطه‌های مختلفی پیروی می‌کنند. به‌طور کلی، اصل حسن نیت و اصل نفع بیمه‌پذیر در مورد همه رشته‌های بیمه مصداق دارد؛ درحالی‌که اصل غرامت و اصل جانشینی در بیمه‌های اموال مورد استناد است. در بیمه‌های مسوولیت، اگرچه اصل غرامت حاکم است اما اصل جانشینی مورد استناد قرار نمی‌گیرد. در عین حال، با توجه به این که ارزش انسان قابل محاسبه با پول نیست، این دو اصل در قراردادهای بیمه‌های اشخاص و به‌ویژه بیمه‌های عمر و حوادث قابل طرح نیست.

### اصل حسن نیت
حسن نیت (به انگلیسی: Good Faith)، از عوامل اساسی حاکم بر قراردادهای بیمه است که هم برای بیمه‌گر و هم برای بیمه‌گذار می‌بایست رعایت شود. از یک سو، بیمه‌گذار موظف است که در زمان عقد قرارداد، کلیه اطلاعاتی را که در خصوص مورد بیمه دارد در کمال صداقت و درستی ابراز نماید؛ به‌طوری‌که بیمه‌گر بتواند ریسک موجود را به درستی ارزیابی نماید. از سوی دیگر، بیمه‌گر موظف است کلیه تعهدات خود را به صورت شفاف بیان کند و عوامل مؤثر بر پرداخت خسارت در زمان وقوع حادثه را روشن نماید. در صورتی که هر یک از طرفین از این اصل تخطی نمایند، طرف مقابل می‌تواند نسبت به فسخ قرارداد اقدام نماید. اصل حسن نیت با هدف کاهش هزینه‌های اداری بیمه‌گر شکل گرفته است. درصورتی که هزینه بررسی صداقت بیمه‌گزار کمتر از هزینه‌های احتمالی ناشی از عدم صداقت وی باشد، اصل حسن نیت کنار گذاشته می‌شود.

### اصل غرامت (اصل پرداخت خسارات)
به موجب اصل غرامت (به انگلیسی: Principle of Indemnity)، غرامت (خسارت پرداختی به بیمه‌گذار در صورت بروز حادثه) نباید به عنوان منبع درآمد برای بیمه‌گذار درآید. چرا که در غیر این صورت، مردم به ایجاد خسارت‌های عمدی ترغیب می‌شوند؛ بنابراین بیمه‌گذار در هنگام خسارت باید موارد زیر را به اثبات برساند:
1. برای مورد بیمه حادثه اتفاق افتاده است.
2. حادثه موضوع بیمه موجب بروز خسارت شده است.
3. بین وقوع حادثه و خسارت وارد شده، رابطه علیت وجود دارد.
4. مورد بیمه در زمان وقوع حادثه موجودیت داشته و واجد ارزش تعیین شده بوده است.

### اصل نفع بیمه‌پذیر
بر اساس این اصل، کسی محق به دریافت خسارت می‌باشد که ذینفع مال باشد. به این ترتیب کسی نمی‌تواند اموال شخص دیگری را بیمه کند و در صورت وقوع حادثه غرامت دریافت نماید. همچنین در صورتی که بعد از عقد قرارداد، مالک اصلی مورد بیمه آن را به شخص دیگری واگذار کرده باشد (مثلاً آن را فروخته باشد)، نفع بیمه‌گذار قطع شده است.

### اصل جانشینی
اصل جانشینی (به انگلیسی: Subrogation Principle) به تمایل بیمه‌گذار برای دریافت خسارت در اسرع وقت می‌پردازد. در بسیاری از موارد، علت بروز حادثه یا وقوع خسارت، کوتاهی یا تقصیری است که از جانب اشخاص دیگر رخ می‌دهد. در این شرایط، بیمه‌گر، می‌بایست خسارت وارد شده را به بیمه‌گذار بپردازد و در مقابل، حق بیمه‌گذار برای پیگرد عامل و مسوول حادثه را به صورت وکالتنامه از بیمه‌گذار دریافت نماید. به این ترتیب، بیمه‌گر به جای بیمه‌گذار حق مراجعه به مراجع قضایی و مطالبه خسارت از مقصر حادثه را خواهد داشت. طبعاً در این شرایط، بیمه‌گذار نمی‌تواند انتظار جبران دوباره خسارت را داشته باشد و خسارت بازیافت شده، حق بیمه‌گر خواهد بود.

### اصل تعدد بیمه
تعدد بیمه یعنی این که برای بیمه یک شیء، چند قرارداد بیمه وجود داشته باشد. تعدد بیمه، لزوماً باعث باطل شدن قراردادهای بیمه نمی‌شود و در صورتی که شرایط زیر برقرار باشد، می‌تواند بر خلاف اصل غرامت باشد:
1. جمع مبالغ بیمه شده، از ارزش واقعی شیء بیمه شده بیشتر باشد: مانعی وجود ندارد که یک بیمه‌گذار برای بیمه یک دارایی به بیمه‌گرهای مختلفی مراجعه کند؛ مشروط بر آن که جمله مبالغ بیمه شده از ارزش آن دارایی تجاوز نکند.
2. شخص منتفع از همه بیمه‌نامه‌ها یک نفر باشد: در صورتی که افراد مختلفی ذی‌نفع یک دارایی باشند، هر یک از آن‌ها می‌توانند نسبت به بیمه آن اقدام نمایند. اما باید توجه داشت که در صورت بروز حادثه، تنها شخصی که در آن زمان ذی‌نفع بوده است محق به دریافت خسارت است.
3. خطرهای بیمه شده در همه بیمه‌نامه‌ها یکسان باشد: در صورتی که یک دارایی، در مقابل خطرات مختلفی بیمه شده باشد، اشکالی متوجه قرارداد بیمه نیست.

### اصل داوری
اصل داوری (به انگلیسی: Arbitration)، به تمایل بیمه‌گر برای حل اختلاف نظر از طریق داوری توسط متخصصان بیمه اشاره دارد. بیمه گر و بیمه‌گذار در صورت بروز هر گونه اختلاف، به‌ویژه از لحاظ فنی، ترجیح می‌دهند که با توافق و سازش مسئله را حل کنند. طرفین قرارداد به‌ویژه بیمه گر، به طرح دعوا در دادگاه علاقه‌ای ندارند، زیرا مراحل رسیدگی طولانی است و به اعتبار و حسن شهرت شرکت بیمه نیز ممکن است لطمه وارد شود. شرایط داوری در شرایط بیمه‌نامه درج می‌شود.

### اصل علت نزدیک
موضوع اصل علت نزدیک (به انگلیسی: Principle of Proximate Cause)، خسارت‌هایی است که در اثر علت‌های مختلف و به‌هم‌پیوسته به‌وجود می‌آید، اما همه آن حوادث تحت پوشش بیمه‌نامه نیست. حال، باید بررسی نمود که خسارت، در اثر کدام علت به‌وجود آمده است. اگر آن علت تحت پوشش بیمه باشد، خسارت قابل پرداخت است. اما اگر عامل دیگری علت اصلی و بلافصل خسارت باشد، بیمه‌گر تعهدی به پرداخت خسارت ندارد. مثلاً هرگاه در خانه‌ای که تحت پوشش بیمه آتش‌سوزی است اما تحت پوشش بیمه ترکیدگی لوله نیست، آتش‌سوزی رخ دهد و لوله آب نیز به همین دلیل دچار ترکیدگی شود، بیمه‌گر آتش‌سوزی وظیفه پرداخت خسارت‌های ناشی از ترکیدگی را نیز بر عهده خواهد داشت. اما اگر لوله در اثر علت دیگری (مثلاً یخ‌زدگی) بترکد، بیمه‌گر آتش‌سوزی چنین مسوولیتی نخواهد داشت.

### اصل اتکایی
یکی از اهداف بیمه، توزیع کردن ریسک در ابعاد گسترده است. با استفاده از نظام بیمه اتکایی (به انگلیسی: Reinsurance)، شرکت‌های بیمه می‌توانند با توجه به سرمایه و ذخایر خود بخشی از ریسک‌های صادره را به حساب خود نگه دارند و مازاد آن را به شرکت‌های بیمه‌گر اتکایی واگذار نمایند.

## ویژگی‌های حقوقی

### عقد لازم
عقد بیمه، عقدی است لازم؛ یعنی بیمه‌گر و بیمه‌گذار، پس از امضای قرارداد، حق فسخ یکجانبه قرارداد را ندارند و تنها با رضایت طرفین یا بر اساس قانون می‌توان آن را فسخ نمود.
نتیجه لازم بودن عقد بیمه این است که بیمه‌گر به‌محض انعقاد قرارداد، در صورت تحقق خطر، ملزم است خسارت وارده را به بیمه‌گذار پرداخت نماید. همچنین بیمه‌گذار نیز موظف به پرداخت حق بیمه خواهد بود. در صورتی که هر یک از طرف‌های بیمه‌گر یا بیمه‌گذار از وظیفه خود عدول نماید، از طریق دستگاه قضایی به انجام این کار مکلف خواهد شد.
تنها استثنایی که وجود دارد، بیمه عمر است. در این رشته بیمه، فسخ قرارداد از طرف بیمه‌گذار جایز است.

### عقد معلق یا منجز
عقد بیمه، از طرف بیمه‌گذار منجز است؛ یعنی انجام تعهد بیمه‌گذار (که مهم‌ترین آن پرداخت حق بیمه است) مشروط و موکول به امر دیگری نیست. اما از طرف بیمه‌گر اغلب معلق و گاهی منجز است؛ یعنی انجام تعهد بیمه‌گر، موکول و مشروط به تحقق خطر موضوع بیمه‌نامه می‌باشد و تا زمانی که خطر واقع نشده باشد، بیمه‌گر هم تعهدی ندارد.
البته در برخی موارد، مانند بیمه عمر، بیمه‌گر باید در هر حال سرمایه مورد تعهد را بپردازد که در این شرایط، بیمه از طرف بیمه‌گر نیز عقدی منجز محسوب می‌گردد.
به همین علت، عقد بیمه را عقدی اتفاقی نیز می‌دانند؛ یعنی انجام تعهد بیمه‌گر اغلب محتمل است و جنبه اتفاقی دارد. تعهد بیمه‌گر در همه انواع بیمه‌ها و از جمله بیمه عمر، جنبه احتمالی دارد. در این نوع بیمه، بیمه‌گذار مکلف است هر سال حق بیمه مقرر را به بیمه‌گر بپردازد، اما پرداخت مستمر حق بیمه از طرف بیمه‌گذار موکول بر این است که بیمه‌گذار تا پایان مدت بیمه، درقید حیات باشد. چه بسا بیمه‌گذار بعد از شروع اعتبار بیمه و پرداخت یک یا چند قسط، فوت شود؛ بنابراین، انجام تعهد بیمه‌گذار احتمالی است و برعکس، تعهد بیمه‌گر جنبه قطعی دارد. چون با فوت بیمه‌گذار، پرداخت بقیه اقساط حق بیمه نیز منتفی خواهد شد. باید توجه داشت که مسئله احتمالی بودن تعهد طرفین، به‌ویژه بیمه‌گر، نه تنها وجه تمایز عقد بیمه از سایر عقود است، بلکه اساس کار بیمه و مبنای تعیین حق بیمه است.

### عقد دو طرفه و معوض
بیمه، عقدی است دوطرفه؛ یعنی یک طرف بیمه‌گر و طرف دیگر، بیمه‌گذار می‌باشد.
از طرف دیگر، بیمه، عقدی معوض است چون هر دو طرف قرارداد، تعهداتی نسبت به یکدیگر دارند.

### مبتنی بر حسن نیت
بدون شک لزوم انعقاد هر قراردادی، وجود حسن نیت از ناحیه طرفین است. اما از آنجا که کار بیمه‌گر فروش اطمینان است، حسن نیت در بیمه اهمیت بیشتری دارد. طبیعت معاملات بیمه‌ای حکم می‌کند که بیمه‌گر تا حد زیادی بر حسن نیت بیمه‌گذار در ارائه اطلاعات تکیه کند و اگر ثابت شود بیمه‌گذار از حسن نیت برخوردار نیست، ممکن است به ابطال قرارداد بیمه منجر شود.

## مشاهیر بیمه

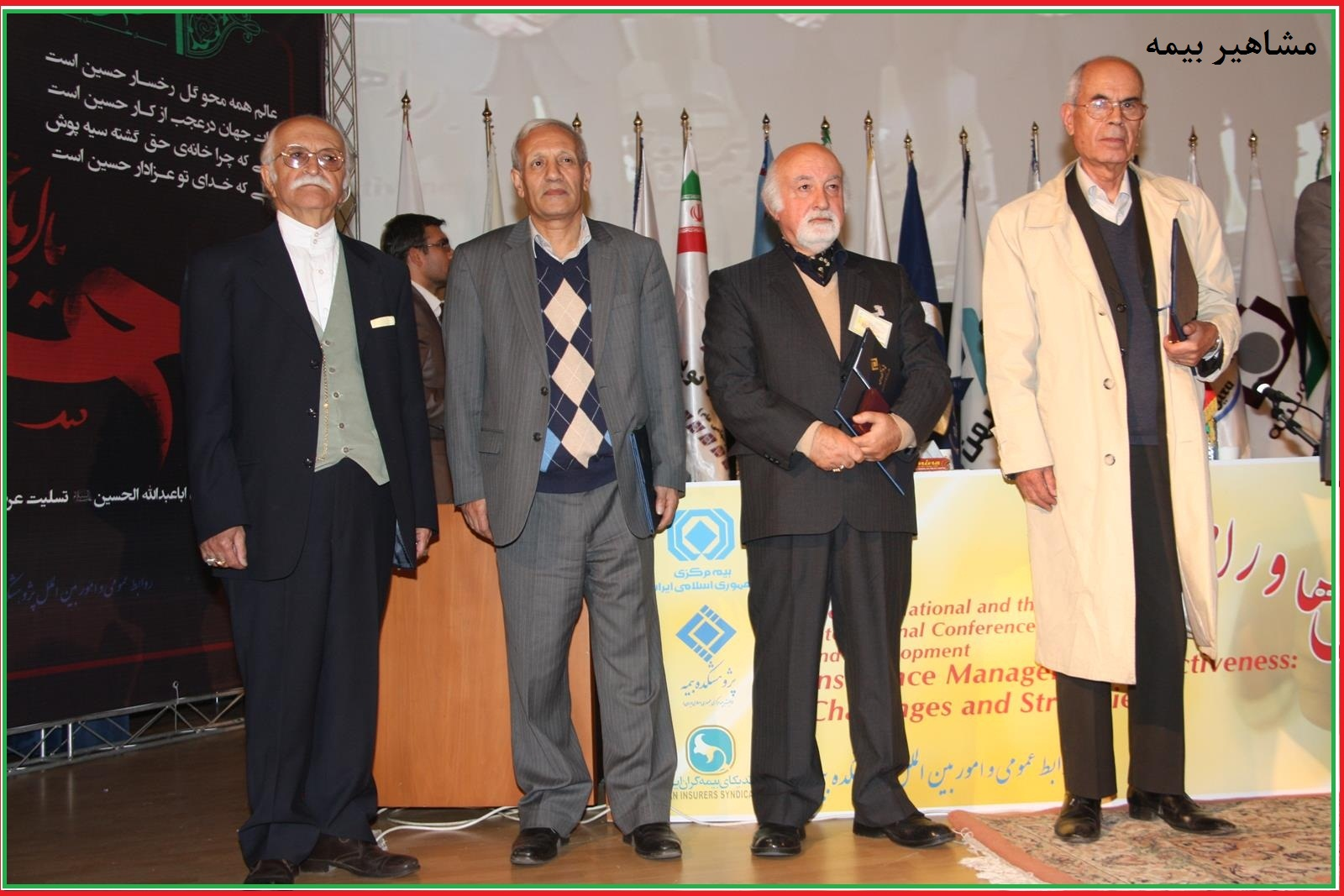

در سال 1390 از آیت کریمی ، جانعلی محمود صالحی ،  هادی دستباز ، محمد هوشنگی به عنوان پیشکسوتان صنعت بیمه تقدیر به عمل آمد .

## شرکت‌های بیمه
فهرست شرکت‌های بیمه در ایران عبارت است از:
| نام شرکت             | تاریخ تأسیس | حوزه فعالیت |
| -------------------- | ----------- | --- |
| بیمه آسماری          | ۱۳۹۱        | مناطق آزاد تجاری و صدور بیمه مسافرتی برای بیمه گزار در خارج از مناطق آزاد |
| بیمه آرمان           | ۱۳۹۰        | آتش‌سوزی، اتومبیل، درمان، عمر و پس‌انداز، عمر و حوادث، مسئولیت و مهندسی |
| بیمه آسیا            | ۱۳۳۸        | آتش‌سوزی، اتومبیل، درمان، عمر و پس‌انداز، عمر و حوادث، مسئولیت و مهندسی |
| بیمه اتکایی ایرانیان | ۱۳۸۸        | خدمات بیمه‌ای ارائه نمی‌دهد و نقش حمایتی در ارائه خدمات مالی برای شرکت‌های بیمه داخلی را بر عهده دارد. |
| بیمه البرز           | ۱۳۳۸        | اشخاص، خودرو، باربری، مسئولیت، مخصوص، مهندسی، آتش‌سوزی، عمر و مستمری بگیری |
| بیمه امید            | ۱۳۷۹        | خودرو، درمان، مسئولیت، باربری، مهندسی و خاص، عمر و حوادث و مستمری بگیری، آتش‌سوزی |
| بیمه ایران           | ۱۳۱۴        | مهندسی، کشتی، هواپیما و باربری، اتکایی، نوین، اتومبیل، آتش‌سوزی، اشخاص و مسئولیت |
| بیمه ایران معین      | ۱۳۸۲        | باربری، آتش‌سوزی، مهندسی، مسئولیت، اشخاص، خودرو، طرح زندگی مان، طرح سلامت و درمان |
| بیمه پارسیان         | ۱۳۸۲        | خودرو، عمر، آتش‌سوزی، مسئولیت، باربری، حوادث، درمانی، مهندسی و انرژی |
| بیمه پاسارگاد        | ۱۳۸۵        | بیمه عمر و تأمین آتیه، درمان، حوادث، اموال، مسئولیت، آتش‌سوزی، اتومبیل، برابری، مهندسی، ریسک‌های متنوع، کارفرما در مقابل کارکنان، متصدی حمل و نقل، سازندگان ابنیه، حرفه‌ای، تولیدکنندگان کالا                                        |
| بیمه تجارت نو        | ۱۳۹۵        | مسئولیت، مهندسی، باربری، عمر و حوادث، عمر و سرمایه‌گذاری، درمان، بهداشت، اتومبیل و آتش‌سوزی |
| بیمه تعاون           | ۱۳۹۲        | بدنه خودرو، شخص ثالث، آتش‌سوزی، درمان و عمر، مسئولیت، مهندسی، مسافرت خارجی |
| بیمه توسعه           | ۱۳۸۲        | عمر، خودرو، مسئولیت، حوادث، آتش‌سوزی، مهدسی، کیفیت ساختمان، اسب، گروهی مازاد درمان، پیشاهنگ زندگی باربری، حمل و نقل |
| بیمه حافظ            | ۱۳۸۱        | عمر، حوادث، درمان تکمیلی، اتومبیل، آتش‌سوزی، حمل و نقل، باربری، مسئولیت، مهندسی، شناورها، هواپیما، بیمه انرژی، بیمه پول، اتکایی |
| بیمه حکمت صبا        | ۱۳۹۵        | اتومبیل، آتش‌سوزی، حوادث، باربری، حمل و نقل، درمانی تکمیلی، عمر، مهندسی، مسئولیت |
| بیمه دانا            | ۱۳۵۲        | درمان گروهی، اتومبیل، مسئولیت، مهندسی، انرژی و طرح‌های خاص، آتش‌سوزی، باربری، عمر و حوادث گروهی، عمر و پس‌انداز |
| بیمه دی              | ۱۳۸۳        | انفرادی، آتش‌سوزی، مهندسی، اشخاص، مسئولیت، حمل و نقل، خودرو، عمر، انرژی |
| بیمه رازی            | ۱۳۸۲        | زندگی، درمان، آتش‌سوزی، مسافرت خارجی، خاص، اتومبیل، باربری، مهندسی، مسئولیت |
| بیمه خاورمیانه       | ۱۳۹۵        | عمر ساده زمانی، عمر و سرمایه‌گذاری، تمام عمر |
| بیمه سامان           | ۱۳۸۳        | اتومبیل، آتش‌سوزی، درمان تکمیلی، عمر، مسافرتی، بازنشستگی تکمیلی، مسئولیت مدنی، مسئولیت کارفرما، مسئولیت پزشکان، مسئولیت سازندگی، تمام خطر پیمانکاری، خطر نصب، شکست ماشین آلات، ماشین آلات پیمانکاری، باربری داخلی، واردات، ترانزیت |
| بیمه سرمد            | ۱۳۹۲        | خودرو، زندگی (سپهر سرمد)، باربری، آتش‌سوزی، مسئولیت، مهندسی، درمان و مسافرت خارج از کشور، عمر، حوادث، خاص، نسیم، آسایش سفر |
| بیمه سینا            | ۱۳۸۲        | اشخاص، مسئولیت، مهندسی و خاص، اتومبیل، باربری و وجوه، آتش‌سوزی، زندگی |
| بیمه کارآفرین        | ۱۳۸۱        | مسئولیت، آتش‌سوزی، اتومبیل، مهندسی، اشخاص، طرح‌های خاص، عمر و سرمایه‌گذاری، باربری کالا، اتکایی و طرح ویژه تدبیر |
| بیمه کوثر            | ۱۳۸۹        | آتش‌سوزی، باربری، پول، خاص، درمانی گروهی، عمر و حوادث گروهی، مسافرتی، مسئولیت، مهندسی، هزینه‌های حقوقی |
| بیمه ما              | ۱۳۹۰        | آتش‌سوزی، اتومبیل، اشخاص، انرژی، باربری، کشتی، هواپیما، مهندسی، خاص، عمر و سرمایه‌گذاری و مسئولیت |
| بیمه معلم            | ۱۳۷۳        | اتومبیل، باربری، کشتی، هواپیما، آتش‌سوزی، عمر و زندگی، مهندسی، مسئولیت، بدنه، شخص ثالث |
| بیمه ملت             | ۱۳۸۲        | زندگی، اشخاص، اتومبیل، آتش‌سوزی، باربری، هواپیما و کشتی، مسئولیت و طرح‌های خاص بیمه ای، مهندسی و انرژی، اتکایی و اعتباری |
| بیمه میهن            | ۱۳۸۷        | عمر و سرمایه‌گذاری، اتومبیل، اشخاص، طرح‌های خاص، باربری و آتش‌سوزی، مسئولیت حرفه ای، اتکایی، مهندسی و مسافرت خارج از کشور |
| بیمه نوین            | ۱۳۸۴        | آتش‌سوزی، مسئولیت، مهندسی و انرژی، اشخاص انفرادی، اتومبیل، طرح مخصوص، باربری، اشخاص گروهی |
| هوشمند فردا          | ۱۴۰۱        | خودرو، درمان، آتش‌سوزی، زندگی، باربری، مهندسی، مسئولیت، کشتی، هواپیما، پول، نفت و انرژی، حوادث، مسافرتی |

## منابع مطالعاتی

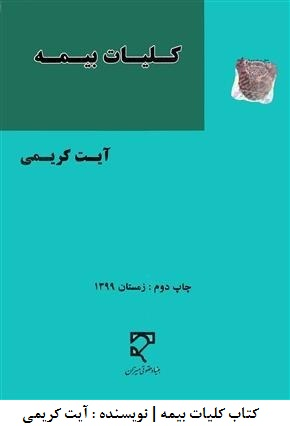
کلیات بیمه